# Teodosi de Siracusa
Teodosi (en llatí Theodosius , en grec Θεὸδοσιος) fou un historiador romà d'Orient del segle x, nadiu de Siracusa on era monjo.
Va escriure un relat de la conquesta de Siracusa pels musulmans en forma de carta a Lleó Diaca.